# Lemonade Tycoon
Lemonade Tycoon est un jeu vidéo de gestion qui consiste à tenir un stand de limonade.

## Accueil
- GameSpot : 8,2/10[1]
- IGN : 9,5/10[2]